# فرنان بونیه دو لا شاپل
فرنان بونیه دو لا شاپل (فرانسوی: Fernand Bonnier de La Chapelle‎؛ زاده ۴ نوامبر ۱۹۲۲ – درگذشته ۲۶ دسامبر ۱۹۴۲) یکی از اعضای مقاومت فرانسه در جنگ جهانی دوم اهل فرانسه بود.
وی عامل ترور فرانسوا دارلان، رئیس سابق دولت فرانسه ویشی در تاریخ ۲۴ دسامبر ۱۹۴۲ بود. محاکمه و اعدام سریع بونیه باعث شد که نظریه‌ها دربارهٔ کسانی که ممکن بود پشت این ترور بوده باشند را تقویت کند.